# Imamzade Harun-e-Welayat
Das Imamzade Harun-e-Welayat (persisch: امامزاده هارون ولایت [emɑmzɑde hɑɾun e velɑjæt]) ist eine Grabstätte in Isfahan, Iran.
Das Grab liegt gegenüber dem Ali-Minarett und stammt aus der Ära Ismail I. Es gibt viele Erzählungen über die Person, die darin begraben sein soll. Einige glauben, es handle sich um den Sohn des zehnten Imams, andere glauben, der des sechsten Imams. Unabhängig davon, ist Harun-e-Welayat einer der wichtigsten Bauten der frühen Safawiden-Ära. Neben dem Grabmal weist der Bau einen Portikus auf, eine geflieste Kuppel und einen großen Hof. An dem Gebäude wurden in der Fath-Ali-Schah-Ära wohl einige Reparaturen und Verbesserungen durchgeführt.